# Pic Entre les Ports
Le pic Entre les Ports (en espagnol pico del Puerto) est un sommet des Pyrénées, situé sur la frontière franco-espagnole entre les Hautes-Pyrénées, en région Occitanie, et la province de Huesca dans la communauté d'Aragon, qui culmine à 2 476 mètres d'altitude dans le massif du Vignemale.

## Toponymie
Le pic Entre les Ports doit son nom à sa localisation entre les ports : port Vieux et port de Boucharo.

## Géographie
Il est situé entre le département des Hautes-Pyrénées en pays Toy, en partie ouest de la vallée des Pouey Aspé sur la commune de Gavarnie-Gèdre, et la vallée de Bujaruelo en Espagne.

### Topographie
Il est situé au sud du col des Espécières, au nord du port de Boucharo. Il surplombe l'ibón de Lapazosa au nord-ouest.

### Hydrographie
Le sommet délimite la ligne de partage des eaux entre le bassin de la Garonne côté nord, qui se déverse dans l'Atlantique, et le bassin de l'Èbre, qui coule vers la Méditerranée côté sud.

## Voies d'accès
Côté français, versant est, au départ du col de Tentes, soit par le port de Boucharo ou le col des Espécières. En Espagne, versant ouest, depuis la vallée de Bujaruelo, au départ du village de San Nicolás de Bujaruelo.

## Protection environnementale
Le pic est situé dans le parc national des Pyrénées et fait partie d'une zone naturelle protégée, classée ZNIEFF de type 1, « vallons d'Ossoue et d'Aspé », et de type 2, « haute vallée du gave de Pau : vallées de Gèdre et Gavarnie ».